# Xisela Aranda
Xisela Aranda Núñez (* 4. März 1986 in Vigo) ist eine ehemalige spanische Squash- und Fußballspielerin sowie derzeitige Fußballfunktionärin und Unternehmerin.

## Karriere
Xisela Aranda spielte erstmals 2007 auf der PSA World Tour. Ihre beste Platzierung in der Weltrangliste erreichte sie mit Rang 137 im Oktober 2016. Mit der spanischen Nationalmannschaft nahm sie mehrfach an Europameisterschaften teil, ihr Debüt gab sie 2008. Im Einzel erreichte sie 2014 und 2016 das Achtelfinale. Bei Weltmeisterschaften stand sie 2008, 2012, 2014 und 2016 im spanischen Kader. Von 2010 bis 2016 wurde sie siebenmal in Folge spanische Meisterin.
Im Februar 2019 beendete Xisela Aranda ihre Squashlaufbahn und schloss sich im darauffolgenden Sommer der neu gegründeten Frauenfußballsektion des CD Teneriffa an. Hier bestritt sie als Mannschaftskapitän vier Saisons, in denen ihr mit ihrer Mannschaft drei Aufstiege von der zweiten Spielklasse der Regionalliga von Teneriffa bis in die Segunda Federación gelangen. Nach der Saison 2022/23 beendete die mittlerweile 37-jährige Xisela Aranda ihre Laufbahn im aktiven Sport und wurde wenig später in den Vorstand des Fußballklubs Celta Vigo aufgenommen.
Sie hat einen Abschluss in Management und Business Administration.

## Erfolge im Squash
- Spanische Meisterin: 7 Titel (2010–2016)